# Wilfried Köpke

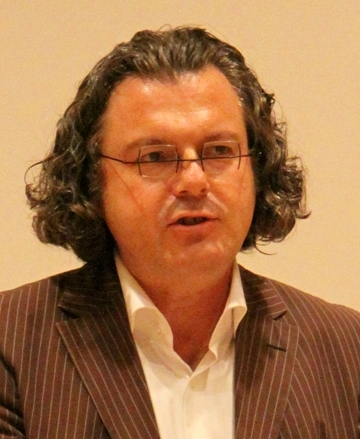
Wilfried Köpke (2012)

Wilfried Köpke (* 9. März 1962 in Bonn) ist ein deutscher Journalist, Kurator, Buchautor und Hochschullehrer.

## Leben
Nach dem Abitur am Ernst-Kalkuhl-Gymnasium in Bonn im Jahr 1981 studiert Köpke Philosophie, Erwachsenenpädagogik, Kuratorische Praxis, Theologie und Journalistik in München (Hochschule für Philosophie), Frankfurt am Main (Philosophisch-Theologische Hochschule Sankt Georgen), Hannover (Hochschule für Musik und Theater Hannover – Institut für Journalistik und Kommunikationsforschung) und Berlin (UdK). Nach mehreren Stationen bei Hörfunk und Fernsehen (u. a. SAT.1) arbeitet er als freier Fernsehjournalist vor allem in den längeren Formaten Feature und Dokumentation (etwa für die ARD oder ARTE) und Autor (Die Zeit), seit 1996 auch als Lehrbeauftragter u. a. an der Hochschule für Musik, Theater und Medien Hannover im Bereich Fernseh- und Hörfunkjournalismus. Für seine Produktionen in Hörfunk und Fernsehen erhält er mehrere Preise. Köpke führt das letzte Interview mit dem ehemaligen Präsidenten des Zentralrats der Juden in Deutschland, Paul Spiegel, kurz vor dessen Tod. Von 2001 bis 2002 vertritt er die Professur für Elektronische Medien an der Fachhochschule Hannover am Fachbereich Informationswesen. Seit 2004 ist Köpke Professor für Elektronische Medien an der damaligen Fachhochschule Hannover, von 2015 bis 2025 Professor für Journalistik (Schwerpunkte Kultur und Fernsehen) an der Hochschule Hannover. Er vertritt einen narrativen Journalismus. 2008 startet der von ihm konzipierte Masterstudiengang Fernsehjournalismus. Von 2012 bis 2015 war er Dekan der Fakultät für Medien, Information und Design der Hochschule Hannover.

## Publikationen
- Ein Leben wider die falsche Versöhnung (im Gespräch mit Gisela Wiese). Edition Exodus, Luzern 1997, ISBN 3-905-57721-6
- Zivilisationsbruch Auschwitz (hrsg. mit Dan Diner, Jorge Semprún, Johann B. Metz u. a.) Meinhardt, Idstein 1999, ISBN 3-933-32509-9
- Wenn eure Kinder fragen. Zur Zukunft der evangelischen Kirche. Im Gespräch mit Wilfried Köpke (mit Wolfgang Huber, Margot Käßmann und Manfred Kock). Herder, Freiburg im Breisgau 2005, ISBN 3-451-28600-9
- Die Dominikaner – Der Orden der Prediger. DVD, St. Benno, Leipzig 2006, ISBN 3-746-21966-3
- Paul Spiegel: Gespräch über Deutschland. Ein Interview mit Wilfried Köpke. Herder, Freiburg im Breisgau 2006, ISBN 3-451-29292-0
- „Wenn nicht jetzt, wann dann?“ Zur Zukunft des deutschen Judentums. Charlotte Knobloch, Micha Brumlik, Gesa Ederberg im Gespräch mit Wilfried Köpke. Herder, Freiburg im Breisgau 2007, ISBN 3-451-29395-1
- mit Wiebke Möhring: „Ausbildung und Beschäftigung – Was leistet der Private Rundfunk in Niedersachsen?“ Eine quantitative und qualitative Erhebung. Vistas, Berlin 2012, ISBN 978-3-891-58575-7
- Dark Light. In: Osthaus Museum Hagen (Hg.): Franziskus Wendels – Zeitnah. Neuer Folkwang Verlag, Hagen 2015, ISBN 978-3-926-24271-6, S. 7–11.
- mit Wiebke Möhring: Zwischen Auftrag und ökonomischer Notwendigkeit – Ausbildungs- und ausbildungsähnliche Leistungen des niedersächsischen Bürgerrundfunks. In: Jeffrey Wimmer, Maren Hartmann (Hrsg.): Medien-Arbeit im Wandel. Theorie und Empirie zur Arbeit mit und in Medien. Springer-VS, Wiesbaden 2016, ISBN 978-3-658-10912-7, S. 115–134.
- Narrativer Journalismus. Widerständig in unübersichtlicher Lage, in: Hans-Jörg Kapp und Friedrich Weltzien (Hg.): Widerspenstiges Design. Gestalterische Praxis und gesellschaftliche Verantwortung, Berlin (Reimer) 2017, ISBN 978-3-496-01583-3, S. 94–105
- Narrativer Fernsehjournalismus: rezeptions- und kommunikatorbezogene Begründung einer journalistischen Neuorientierung, in: Annika Schach (Hg.): Storytelling – Geschichten in Text, Bild und Film, Wiesbaden (Springer Gabler), 2017, ISBN 978-3-658-15231-4, S. 193–203
- Das Interview als Instrument der Krisenkommunikation: Vorbereitung – Strategie – Botschaften – Sprache, in: Annika Schach/Cathrin Christoph (Hg.): Handbuch Sprache in den Public Relations, Wiesbaden (Springer VS) 2018, ISBN 978-3-658-15744-9, S. 485–495
- Authentischer als das Original. Reenactment im Fernsehdokumentarismus, in: Köpke, Wilfred/Stettner, Peter (Hg.): Filmerbe. Non-fiktionale historische Bewegtbilder in Wissenschaft und Medienpraxis (hg. mit Peter Stettner), Köln (Halem) 2018, 147–161, ISBN 978-3-86962-295-8
- mit Peter Stettner (Hg.): Filmerbe. Non-fiktionale Bewegtbilder in Wissenschaft und Medienpraxis, Köln (von Halem) 2018, ISBN 978-3-86962-295-8
- Ich habe es mit eigene Augen gesehen. Manipulationen in der journalistischen Bewegtbildberichterstattung, in: Meißner, Jana; Schach, Annika (Hg.): Professionelle Krisenkommunikation. Basiswissen, Impulse und Handlungsempfehlungen für die Praxis, Wiesbaden (Springer Gabler) 2024, 2. überarbeitete Auflage, ISBN 978-3-658-43638-4, S. 345–357
- (Hg.): Heute! Kontemplation und Meditation und die Gegenwartskunst, Regensburg (Schnell + Steiner) 2021, ISBN 978-3-7954-3550-9
- On the amazement of the foreign and the desire to tell stories, in: Roman Klonek: Woodcut Vibes, Karlsruhe (slanted) 2021, S. 3–10, ISBN 978-3-948440-19-0
- Archiv der Unterdrückung. Kara Walker in der Frankfurter Schirn, 2021[3]
- Schrecken und Schönheit der alltäglichen Dystopie. Die Grafiken von Tobias Gellscheid, in: Gutenberg-Museum Mainz (Hg.): Road to nowhere. Druckgrafiken von Tobias Gellscheid, 8–11, ISBN 978-3-948072-03-2
- Eine Beziehungsgeschichte. Henri Matisses Das rote Atelier in Kopenhagen[4]
- Kreis unvollendet, in: Claudia Höhl (Hg.): Nikola Sarić – Kreis unvollendet, Regensburg (Schnell+Steiner) 2023, S. 4–13, ISBN 978-3-7954-3843-2.
- Und täglich grüßt die Tagesschau. Vom linearen zum digitalen Nachrichtenformat (Hg. mit Ulrike Brenning), Köln (von Halem) 2023, ISBN 978-3-86962-663-5
- (Hg.): Eine Welt aus Tau. Japanische Rollbilder und Gegenwartskunst, Regensburg (Schnell + Steiner) 2025, ISBN 978-3-7954-3909-5.

## Filmografie
- Roms neue Filiale, NDR, 30', 1995
- Prophet oder Ketzer. Das Phänomen Eugen Drewermann, ARD, 30', 1995
- Wollte Gott die Manager? Kirche und Wirtschaftsethik, ARD, 30', 1997
- Pomp, Perücken und Provinz. Göttingen – das Händel-Bayreuth, NDR, 45' 1998
- Die umstrittenen Friedenkämpfer, Pax Christi, ARD, 30', 1998
- Himmel voller Geigen. Internationaler Violinwettbewerb Hannover, NDR, 45', 1998
- Bilderbuch Deutschland. Das Weserbergland, ARD, 45', 1999
- Die Angst bleibt (Regie), NDR, 45', 2000
- Heute hier – morgen da. Die Zukunft unserer Arbeit, ARTE/NDR, 45', 2000
- Die Invasion der Frommen (mit Tilman Jens & Carola Wittrock), ARD, 30', 2000
- Spiele von Gestern, NDR, 45', 2000
- Die Jesuiten (mit Martin Papirowski), ARTE/ARD, 3 × 45', 2000
- Schwul und katholisch, NDR, 45', 2001
- Im Visier der römischen Glaubenswächter. Inquisition heute, ARTE, 30', 2002
- Traumhaft wohnen in Niedersachsen, NDR, 60', 2002
- Ein bombenscharfer Beruf, NDR, 30', 2002
- Traditionsberufe in Norddeutschland, NDR, 2x60', 2003
- Verlobte Christi, Goethe-Institut, 15', 2003
- Wie Kinder trauern, NDR, 45', 2004
- Die Dominikaner. Der Orden der Prediger, Benno-Verlag, 2006, ISBN 3-7462-1966-3
- Das Kreuz mit der Zukunft (mit Tilman Jens und Margarethe Steinhausen), ARD, 30', 2008
- Andor Izsák – ein Leben für die Synagogenmusik (mit Ulrike Brenning), NDR, 30', 2008
- Margot Käßmann, ARD, 15', 2009
- Die Spitzen-Frau. Margot Käßmann, NDR, 30', 2009
- Sündenfall Missbrauch (mit Margarethe Steinhausen und Thorsten Niemann), ARD, 45', 2010
- Supermarkt der Religionen (mit Christian Pietscher und Tom Fischer), ARD, 30', 2013
- Papst Franziskus – ein Jesuit regiert die Kirche (mit Martin Papirowski), NDR/WDR/MDR, 45', 2013
- Papst Franziskus – neue Macht für Jesuiten (mit Martin Papirowski), NDR/WDR/MDR, 45', 2014
- VideoRundgänge Kunstverein Hannover: Michael E. Smith (2015), Slavs and Tatars (2018), Manuel Graf, Koenrad Dedobbeleer,  Kari Upson, Henrike Naumann, Beyond the Black Atlantic (2020), Kameelah Janan Rasheed (2022)